# Окомтун
Окомтун (ісп. Ocomtún ; з юкатанської мови майя — «кам'яна колона») — археологічна пам'ятка, розташована на території екологічного заповідника Баламку в муніципалітеті Калакмул (штат Кампече, Мексика). Залишки міста, що розкинулися на площі понад 50 га. Виявила 2023 року археологічна дослідницька група під керівництвом Івана Шпрайця за допомогою аерофотозйомки та лазерного сканування (лідар).

## Етимологія
Назва пов'язана з численними циліндричними кам'яними колонами на території колишнього міста.

## Історія
У класичний період цивілізації мая (250—1000 років н. е.) Окомтун був важливим регіональним центром. Тут виявлено залишки кераміки пізньокласичного періоду (600—800 років н. е.). Близько 800—1000 років місто переживало демографічну кризу.
У червні 2023 року повідомлено про виявлення в раніше недослідженій області міста Окомтун. Знахідка стала результатом першого польового сезону проєкту під назвою «Розширення археологічної панорами Центральної низовини мая», схваленого Національним інститутом антропології та історії, що у віданні Міністерства культури уряду Мексики. Захід керував та координував археолог Іван Шпрайц із Дослідницького центру Словенської академії наук і мистецтв.
До групи також входили фахівець з епіграфіки мая Октавіо Еспарза Ольгін, геодезист Альош Марсетич, вчитель Атаста Флорес Есківель, археологи Квінтін Ернандес Гомес та Вітан Вуянович, а також кілька робітників із прилеглих районів та Національного центру бортового лазерного картографування. Залишки міста виявлено під час обстеження місцевості за допомогою лазерного сканування з повітря.

## Опис
Об'єкт розташований на високому плато, в оточенні великих заболочених територій, основна площа становить понад 50 га. Є великі споруди з пірамідами заввишки понад 15 метрів, численні круглі кам'яні колони, які, ймовірно, були частиною входів у верхні приміщення більших будівель. Будинки оточені різними групами патіо. Між двома основними будинками міститься комплекс, що складається з різних низьких і витягнутих будівель та майданчика для гри в м'яч. Найбільша споруда археологічного комплексу — прямокутний акрополь зі сторонами 80 м і висотою будівель 10 м, що завершується у своїй північній частині пірамідою заввишки 25 м.
Поруч з Окомтуном лежать території регіону Ченес, більш ніж за 30 км на північний схід, Надскаан, за 36 км на південний схід, і Чактун, за 50 км на південний схід. Поряд із Окомтуном, у районі, що простягається до річки Ла-Рігенья, досліджено споруди, подібні до знайдених на цьому місці, сходи, монолітні колони, майданчики для гри в м'яч, центральні вівтарі, ринки або місця для ритуалів.